# Lachnaeus
Lachnaeus är ett släkte av skalbaggar. Lachnaeus ingår i familjen vivlar.
Kladogram enligt Catalogue of Life:
| Lachnaeus | \| \| Lachnaeus crinitus \| \| \| \| |
|           | \| \| Lachnaeus crinitus \| \| \| \| |
|           | Lachnaeus crinitus                   |
|           |                                      |